# Labastide-Castel-Amouroux
Pour les articles homonymes, voir Labastide.
Labastide-Castel-Amouroux est une commune du Sud-Ouest de la France, située dans le département de Lot-et-Garonne, en région Nouvelle-Aquitaine.

## Géographie

### Localisation
Commune située au nord-est de Casteljaloux dans les Landes de Gascogne en landes de Lot-et-Garonne.

### Communes limitrophes
Labastide-Castel-Amouroux est limitrophe de six autres communes.
Les communes limitrophes sont  Casteljaloux, Grézet-Cavagnan, Leyritz-Moncassin, Poussignac et Sainte-Gemme-Martaillac.
|            | Grézet-Cavagnan           | Sainte-Gemme-Martaillac |
| Poussignac | Labastide-Castel-Amouroux | Leyritz-Moncassin       |
|            | Casteljaloux              |                         |

### Hydrographie
Le territoire communal est arrosé par l'Avance qui coule, du sud vers le nord, en limite communale ouest de Casteljaloux et de Poussignac.

### Climat
Pour des articles plus généraux, voir Climat de la Nouvelle-Aquitaine et Climat de Lot-et-Garonne.
Historiquement, la commune est exposée à un climat océanique aquitain.  
En 2020, Météo-France publie une typologie des climats de la France métropolitaine dans laquelle la commune est exposée à un climat océanique et est dans la région climatique Aquitaine, Gascogne, caractérisée par une pluviométrie abondante au printemps, modérée en automne, un faible ensoleillement au printemps, un été chaud (19,5 °C), des vents faibles, des brouillards fréquents en automne et en hiver et des orages fréquents en été (15 à 20 jours).
Pour la période 1971-2000, la température annuelle moyenne est de 13,1 °C, avec une amplitude thermique annuelle de 15,2 °C. Le cumul annuel moyen de précipitations est de 802 mm, avec 10,6 jours de précipitations en janvier et 6,3 jours en juillet. Pour la période 1991-2020, la température moyenne annuelle observée sur la station météorologique la plus proche, située sur la commune de Saint-Martin-Curton à 9 km à vol d'oiseau, est de 13,7 °C et le cumul annuel moyen de précipitations est de 867,2 mm,. Pour l'avenir, les paramètres climatiques de la commune estimés pour 2050 selon différents scénarios d’émission de gaz à effet de serre sont consultables sur un site dédié publié par Météo-France en novembre 2022.

## Urbanisme

### Typologie
Au 1er janvier 2024, Labastide-Castel-Amouroux est catégorisée commune rurale à habitat très dispersé, selon la nouvelle grille communale de densité à sept niveaux définie par l'Insee en 2022.
Elle est située hors unité urbaine. Par ailleurs la commune fait partie de l'aire d'attraction de Marmande, dont elle est une commune de la couronne,. Cette aire, qui regroupe 48 communes, est catégorisée dans les aires de 50 000 à moins de 200 000 habitants,.

### Occupation des sols

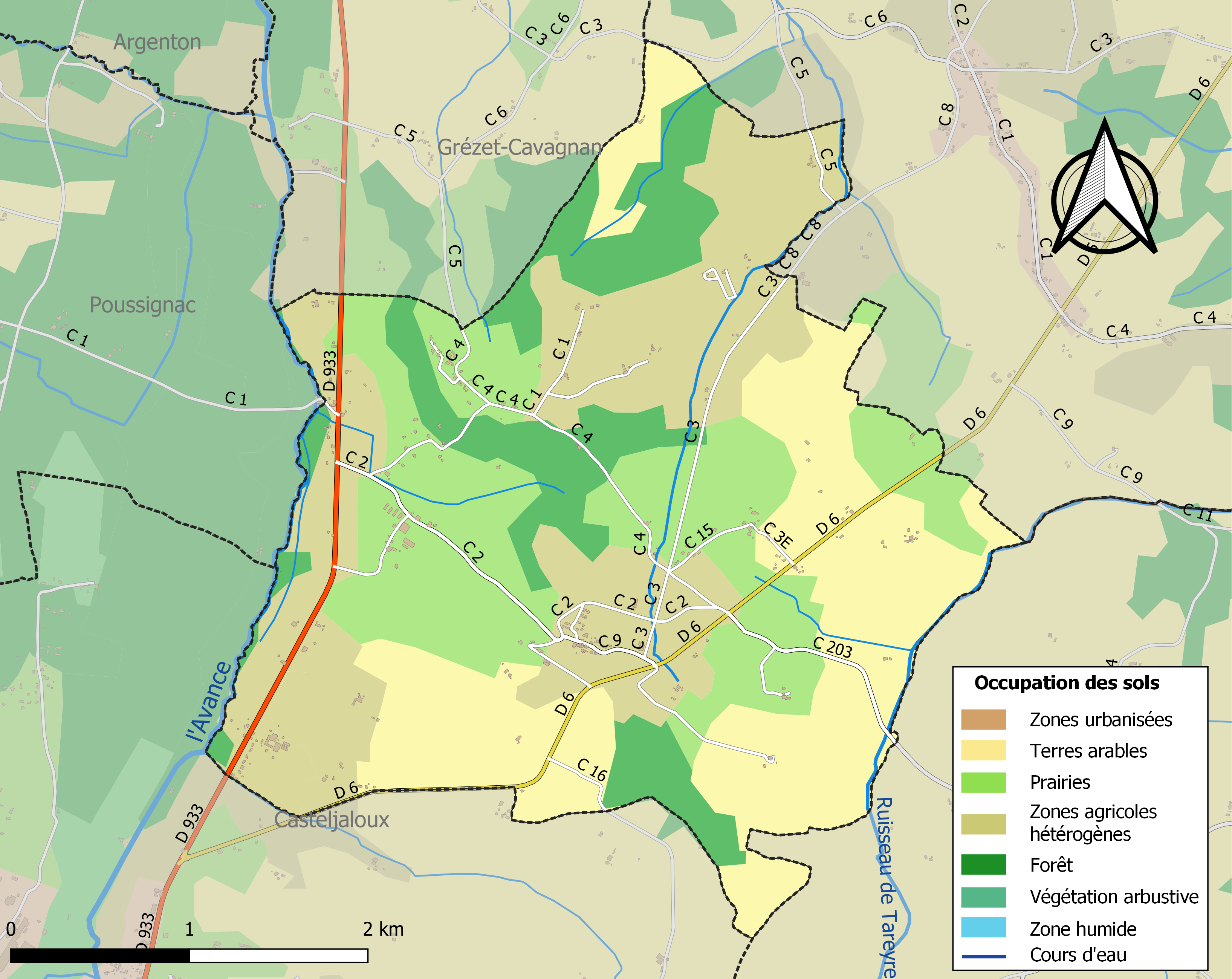
Carte des infrastructures et de l'occupation des sols de la commune en 2018 (CLC).

L'occupation des sols de la commune, telle qu'elle ressort de la base de données européenne d’occupation biophysique des sols Corine Land Cover (CLC), est marquée par l'importance des territoires agricoles (86 % en 2018), en diminution par rapport à 1990 (88,2 %). La répartition détaillée en 2018 est la suivante : 
zones agricoles hétérogènes (31,6 %), terres arables (28,3 %), prairies (26 %), forêts (14 %). L'évolution de l’occupation des sols de la commune et de ses infrastructures peut être observée sur les différentes représentations cartographiques du territoire : la carte de Cassini (XVIIIe siècle), la carte d'état-major (1820-1866) et les cartes ou photos aériennes de l'IGN pour la période actuelle (1950 à aujourd'hui).

### Lieux-dits et écarts
Les principaux lieux-dits de la commune sont :
- Archambaud, à proximité du bourg de Veyries, où se situe un château du XIXe siècle,
- L'enclos de Maupas, au sud-ouest, sur la route départementale D933 (Marmande au nord et Casteljaloux au sud),
- Gravillon, au nord-ouest, également sur la route départementale D933,
- Labastide, au nord-nord-ouest, dont l'église est en ruine,
- Massilos, au sud-est,
- Le Plantey, à l'ouest, où est implantée une ferme de Midatest[14], station d’évaluation sur descendances des qualités maternelles en race Blonde d'Aquitaine et où se trouve un château du XIXe siècle,
- Saint-Gény, à l'est, où se trouvent les vestiges d'une église romane,
- Veyries, au centre, chef-lieu de la commune, où se trouvent la mairie et l'église paroissiale,

### Risques majeurs
Le territoire de la commune de Labastide-Castel-Amouroux est vulnérable à différents aléas naturels : météorologiques (tempête, orage, neige, grand froid, canicule ou sécheresse), inondations, mouvements de terrains et séisme (sismicité très faible). Il est également exposé à un risque technologique,  le transport de matières dangereuses. Un site publié par le BRGM permet d'évaluer simplement et rapidement les risques d'un bien localisé soit par son adresse soit par le numéro de sa parcelle.

#### Risques naturels
Certaines parties du territoire communal sont susceptibles d’être affectées par le risque d’inondation par une crue à  débordement lent de cours d'eau, notamment le Ruisseau de Tareyre et l'Avance. La commune a été reconnue en état de catastrophe naturelle au titre des dommages causés par les inondations et coulées de boue survenues en 1982, 1983, 1999, 2009 et 2018,.
Les mouvements de terrains susceptibles de se produire sur la commune sont des glissements de terrain et des tassements différentiels.

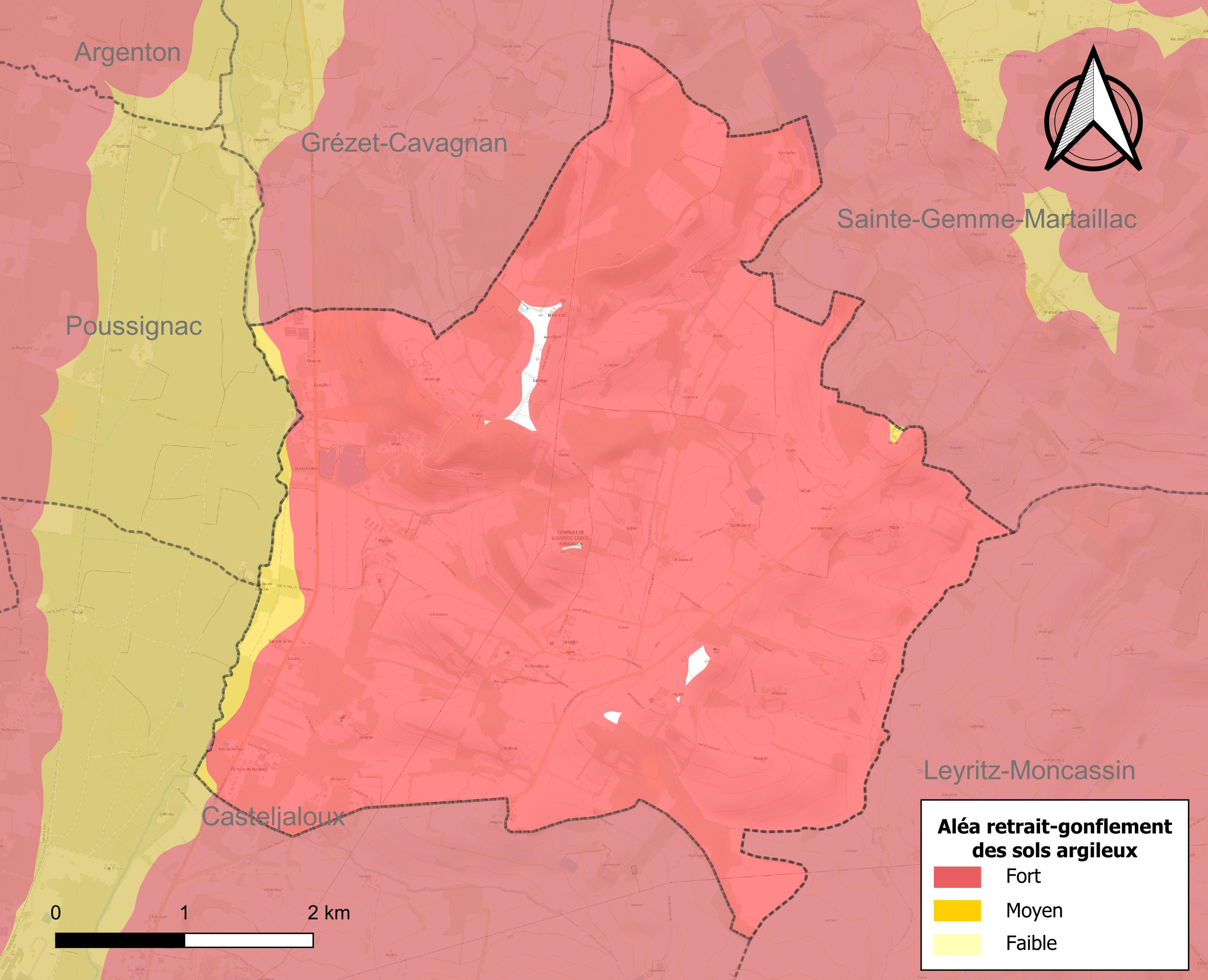
Carte des zones d'aléa retrait-gonflement des sols argileux de Labastide-Castel-Amouroux.

Le retrait-gonflement des sols argileux est susceptible d'engendrer des dommages importants aux bâtiments en cas d’alternance de périodes de sécheresse et de pluie. 99,3 % de la superficie communale est en aléa moyen ou fort (91,8 % au niveau départemental et 48,5 % au niveau national). Depuis le 1er octobre 2020, en application de la loi ELAN, différentes contraintes s'imposent aux vendeurs, maîtres d'ouvrages ou constructeurs de biens situés dans une zone classée en aléa moyen ou fort,.
Concernant les mouvements de terrains, la commune a été reconnue en état de catastrophe naturelle au titre des dommages causés par la sécheresse en 1989, 2003 et 2017 et par des mouvements de terrain en 1999.

## Toponymie
Le nom de la commune proviendrait du terme bastide en tant que bâtiment ou en tant que ville provenant du terme gascon bastida qui désigne une « maison à terre » par opposition à la maison en hauteur ou une ville neuve au XIIIe siècle, et de son nom ancien Castelamoros cité par la charte anglaise de 1287 (cf. Histoire).

Une légende, au sujet de l'origine du nom de la ville voisine de Casteljaloux, raconte qu'il serait dû à la jalousie d’un seigneur des environs. Le CRDP de Bordeaux va plus loin en attribuant cette jalousie au seigneur de Casteljaloux à l'encontre de celui de Castel-Amouroux et pose la question de savoir s'ils étaient amoureux de la même dame ; il n'y a qu'un léger pas à faire pour en déduire l'attribution de surnoms auxdits seigneurs...
En gascon, le nom de la commune est usuellement La Bastida, sans déterminant, celui-ci, Castèthamorós, permettant en principe de distinguer la commune des nombreuses autres portant lo nom de La Bastida.

## Histoire
L'historien local Jean Lepargneur, raconte, en 1948, le choix du parti anglais par la cité de Castelamouroux :
« En 1286, au nom de leur cité, les six consuls de Castelamouroux rendirent hommage au roi Édouard Ier d'Angleterre, lui prêtant serment de fidélité et d'obéissance. La bastide adopta la charte des coutumes et privilèges accordée le 22 décembre 1287 par l'Angleterre. La « ville » fut officiellement unie à la couronne anglaise en 1317 par Édouard II et traversa ensuite non sans mal les conflits qui se succédèrent. »
Avec les siècles, il ne reste rien de ladite bastide et le village, composé de plusieurs lieux-dits et écarts, a vu son habitat majoritairement concentré dans le bourg de Veyries où se trouve la mairie et l'église paroissiale.

## Politique et administration
| Période                                  | Période  | Identité        | Étiquette | Qualité                  |
| ---------------------------------------- | -------- | --------------- | --------- | ------------------------ |
| Les données manquantes sont à compléter. |          |                 |           |                          |
|                                          |          |                 |           |                          |
| mars 1983                                | 2008     | Colette Téchené |           | Retraitée comptabilité   |
| mars 2008 (réélue en mai 2020)           | En cours | Nicole Bernadet |           | Assistante de production |

## Démographie
Les habitants sont appelés les Labastidois.
| 1793  | 1800 | 1806  | 1821  | 1831  | 1836  | 1841  | 1846  | 1851  |
| ----- | ---- | ----- | ----- | ----- | ----- | ----- | ----- | ----- |
| 1 214 | 909  | 1 050 | 1 218 | 1 022 | 1 083 | 1 081 | 1 105 | 1 062 |

| 1856  | 1861  | 1866  | 1872  | 1876  | 1881 | 1886 | 1891 | 1896 |
| ----- | ----- | ----- | ----- | ----- | ---- | ---- | ---- | ---- |
| 1 082 | 1 092 | 1 085 | 1 097 | 1 105 | 516  | 516  | 465  | 459  |

| 1901 | 1906 | 1911 | 1921 | 1926 | 1931 | 1936 | 1946 | 1954 |
| ---- | ---- | ---- | ---- | ---- | ---- | ---- | ---- | ---- |
| 417  | 420  | 402  | 343  | 349  | 343  | 326  | 278  | 299  |

| 1962 | 1968 | 1975 | 1982 | 1990 | 1999 | 2006 | 2011 | 2016 |
| ---- | ---- | ---- | ---- | ---- | ---- | ---- | ---- | ---- |
| 284  | 237  | 258  | 326  | 296  | 291  | 319  | 319  | 307  |

| 2021 | 2022 | - | - | - | - | - | - | - |
| ---- | ---- | - | - | - | - | - | - | - |
| 312  | 317  | - | - | - | - | - | - | - |

## Culture locale et patrimoine

### Lieux et monuments
- L'église paroissiale actuelle, Notre-Dame de Veyries, d'architecture romane, serait une fondation des Templiers ; elle a été abondamment remaniée au cours du XIXe siècle, rehaussement en 1832, ajout de chapelles en 1882, restauration du sanctuaire en 1896[31].
- L'église Notre-Dame de Labastide, construite au XIIIe siècle et d'architecture gothique, ne subsiste plus aujourd'hui qu'à l'état de vestiges[32].
- L'église Saint-Gény, construite au XVe siècle présente une architecture de la dernière époque gothique, n'est plus aujourd'hui qu'amas de ruines[33].

Dans l'enclos de l'église, une croix de cimetière sans ornementation subsiste parmi des pierres tombales éparses.
- Le château du Plantey, au lieu-dit Plantey dans le nord-ouest du territoire communal, a été construit au XIXe siècle dans le style néo-médiéval[35].
- Le Château de Lacaze

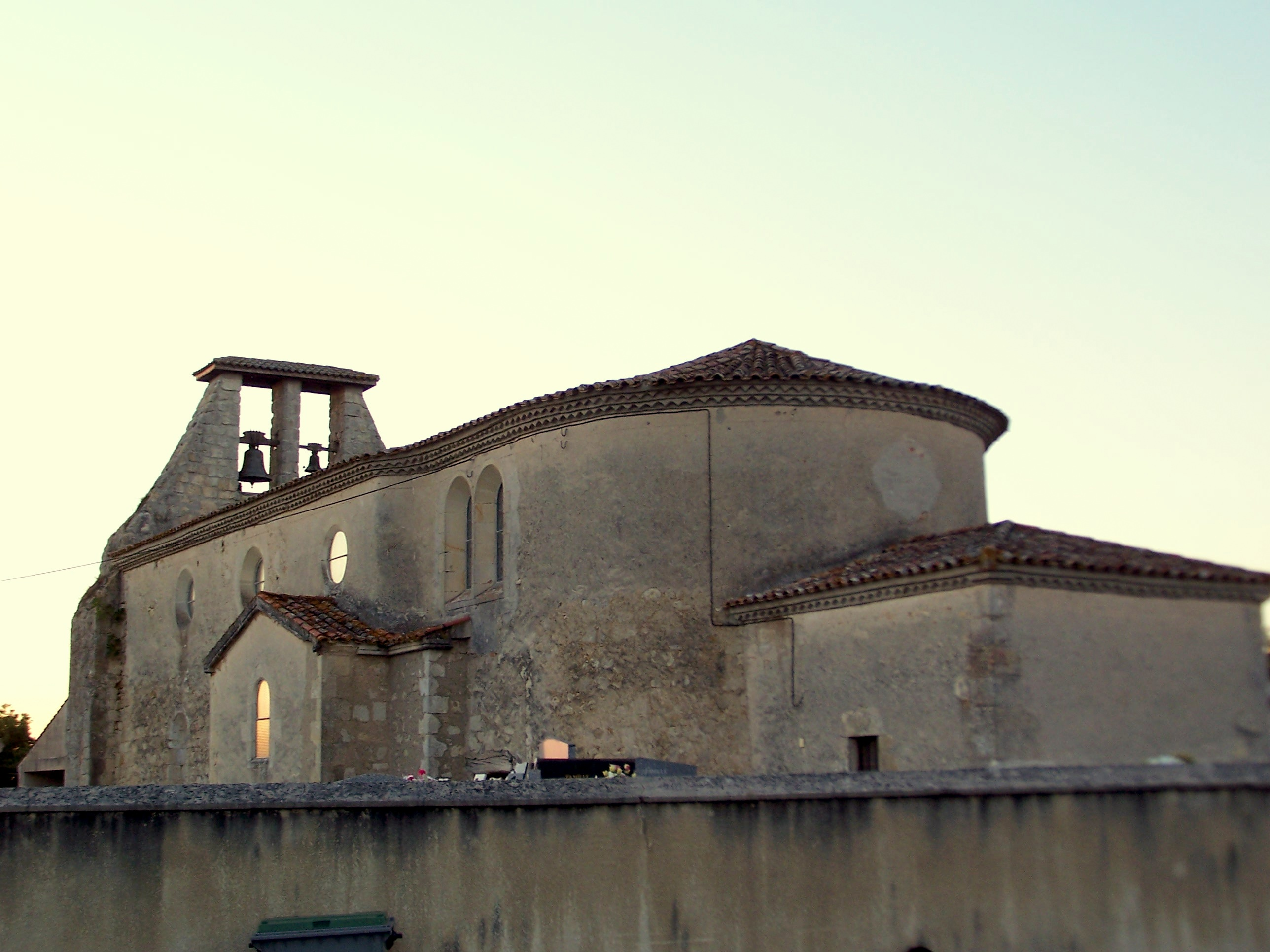
L'église Notre-Dame de Veyries (octobre 2015).
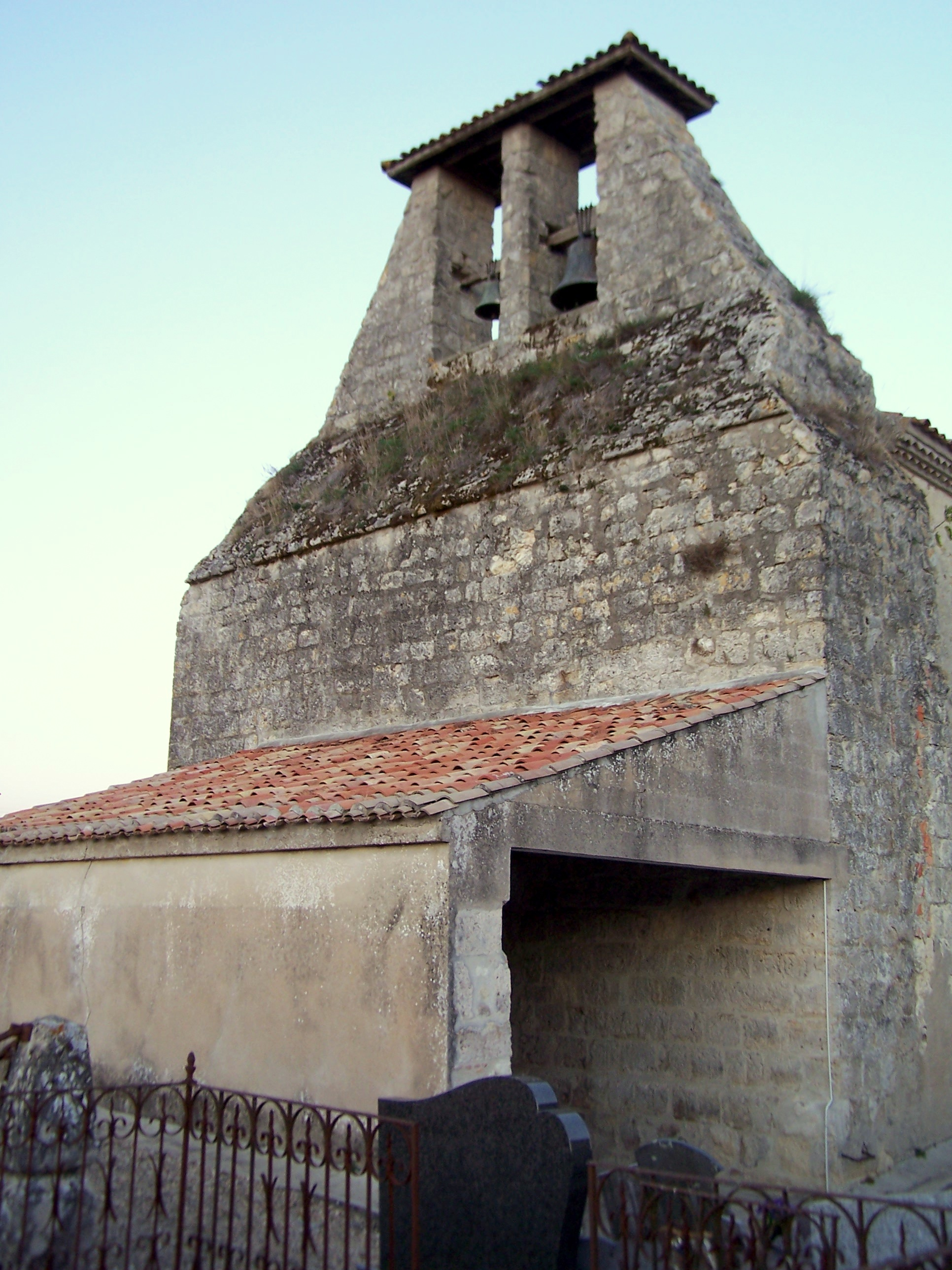
La façade occidentale de Notre-Dame de Veyries (octobre 2015).
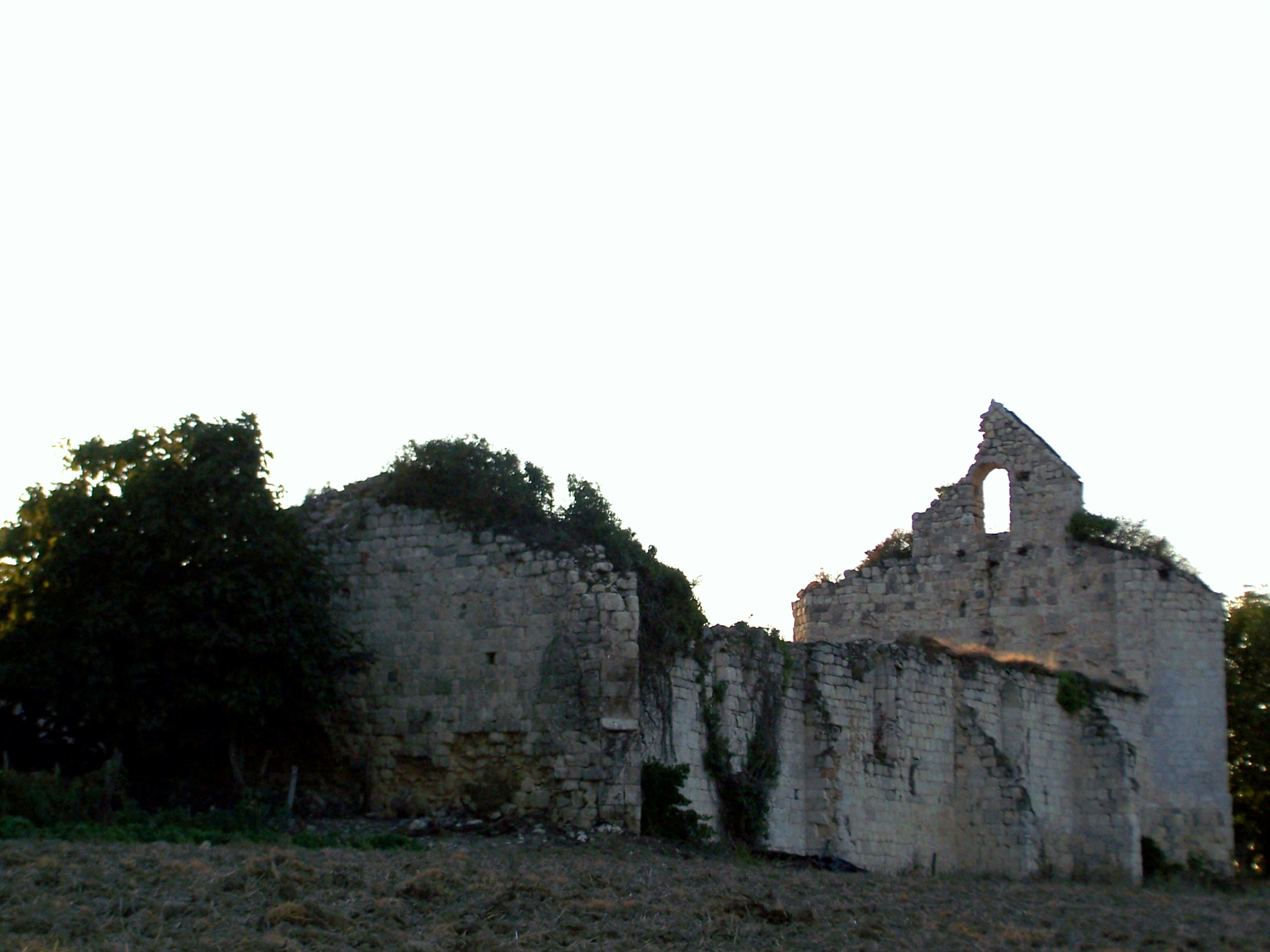
L'église Notre-Dame de Labastide (octobre 2015).
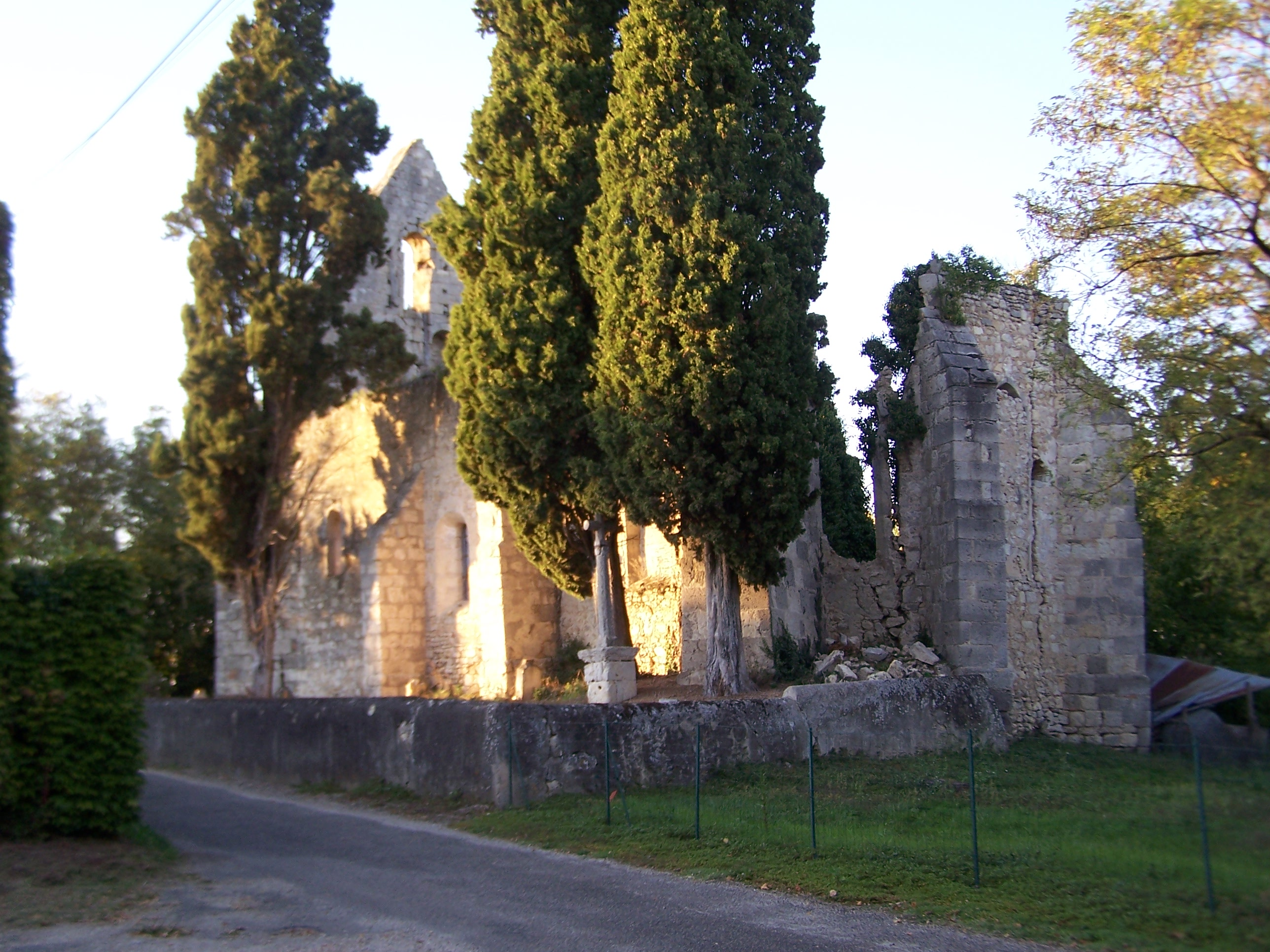
L'église Saint-Gény (octobre 2015).
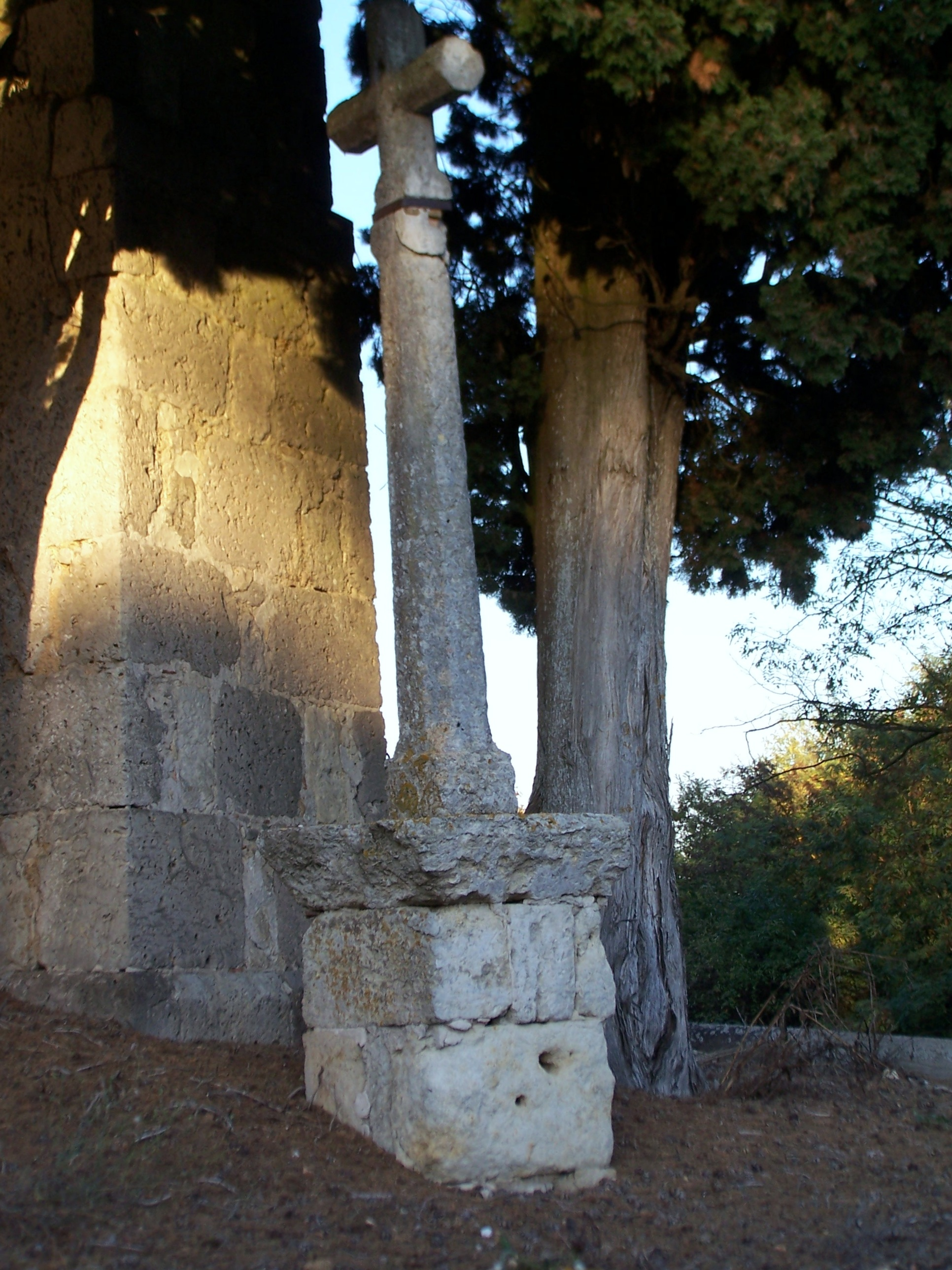
La croix de cimetière de Saint-Gény (octobre 2015).
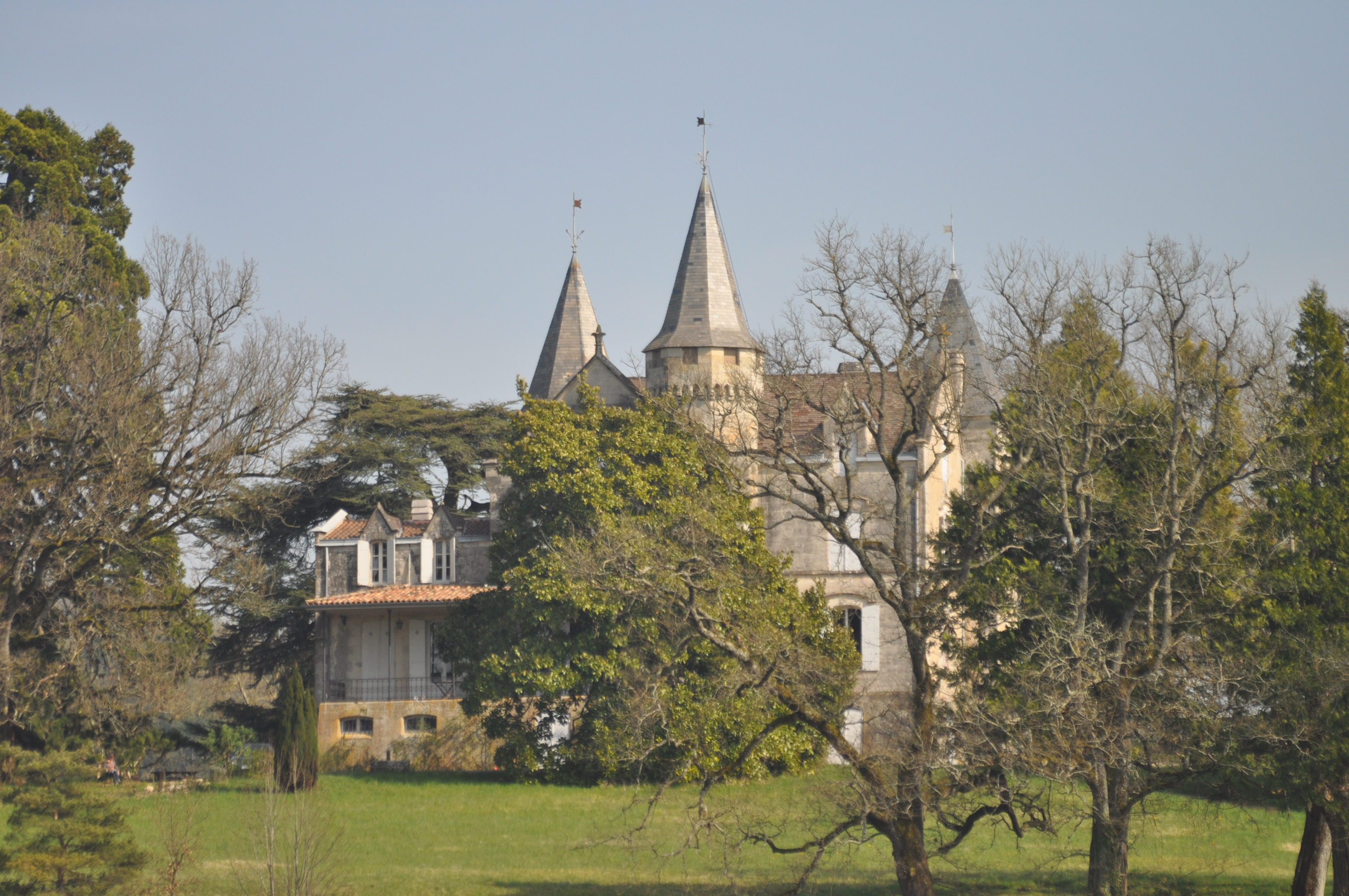
Le château du Plantey (mars 2014).
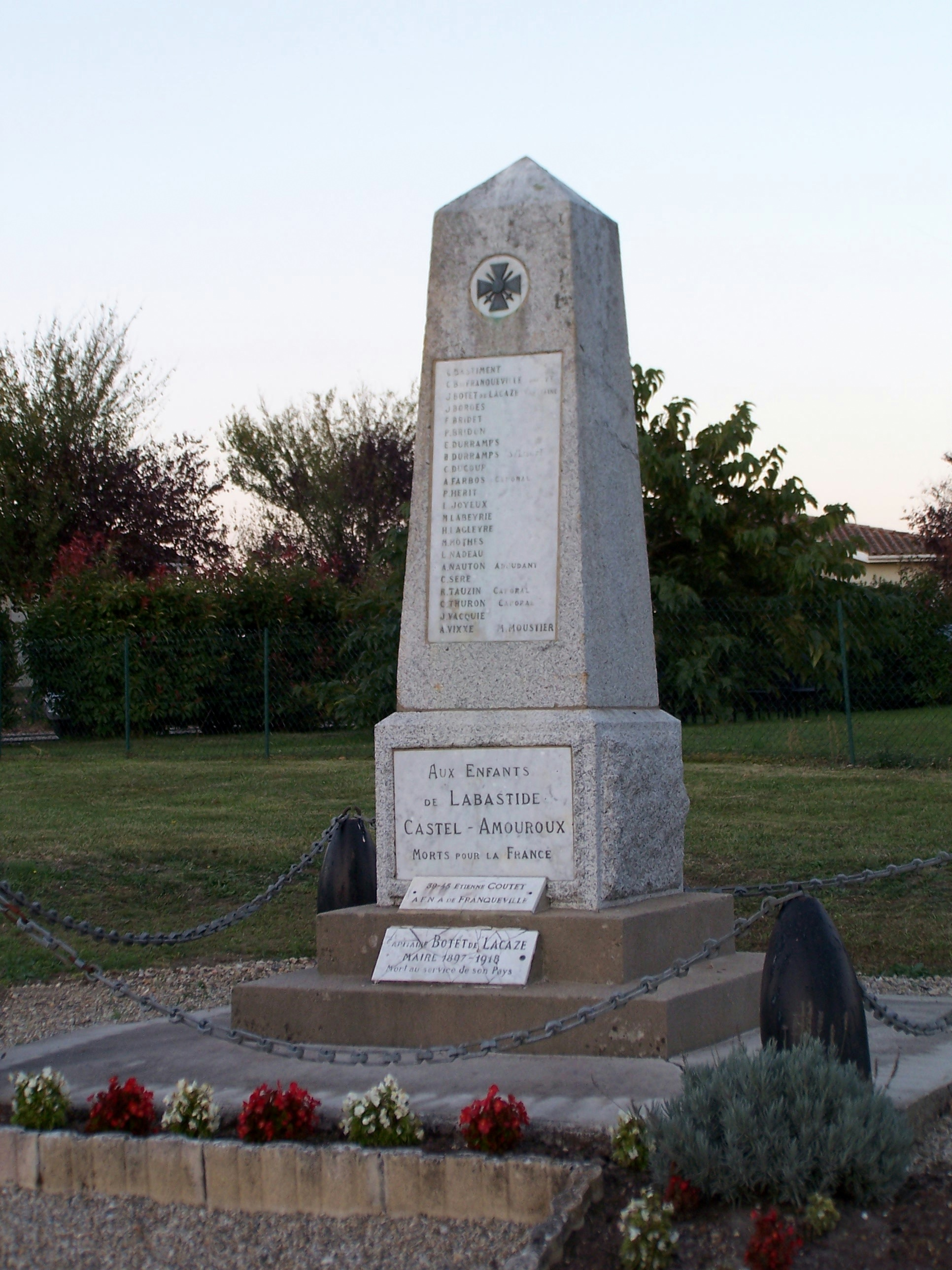
Le monument aux morts devant l'église de Veyries (octobre 2015).